# Nonsense (canción)
«Nonsense» es una canción de la cantante y compositora estadounidense Sabrina Carpenter de su quinto álbum de estudio, Emails I Can't Send (2022). Carpenter escribió la canción con Steph Jones y Julian Bunetta; este último también se encargó de su producción. Lanzada originalmente junto con el álbum como su novena pista «Nonsense» se convirtió en el cuarto sencillo del álbum después de volverse viral en la aplicación TikTok. La canción es una de las canciones más emblemáticas de la carrera de Carpenter.
La canción generó asociaciones con el estilo de Ariana Grande. El 10 de noviembre de 2022 se lanzó un vídeo musical que acompaña a "Nonsense".Además, se lanzaron una versión acelerada y un remix navideño, titulado "A Nonsense Christmas".  En marzo de 2023, la canción alcanzó el top 10 en Filipinas y Singapur, así como el número 36 en la lista Billboard Global 200. El 23 de marzo de 2023 se lanzó un remix de la canción con Coi Leray.

## Antecedentes y lanzamiento
El 30 de junio de 2022, Carpenter anunció el lanzamiento de su quinto álbum de estudio Emails I Can't Send (2022) y dio a conocer su lista de canciones el 5 de julio a través de sus cuentas de redes sociales, donde "Nonsense" sería la novena pista del álbum. La canción fue lanzada el 15 de julio de 2022, junto con el resto del álbum.
Durante su gira Emails I Can't Send Tour y varias otras apariciones en vivo, Carpenter comenzó a alterar la salida de la canción mientras la interpretaba para adaptarla a la ciudad en la que actuaba. Los diversos momentos improvisados se volvieron virales en las redes sociales para compartir videos. Aplicación TikTok. La viralidad de la canción, además de haberse convertido inmediatamente en una de las favoritas de los fanáticos de Emails I Can't Send, llevó a Carpenter a elegir "Nonsense" como el próximo sencillo del álbum.
Carpenter lanzó una versión navideña de la canción, donde le dio un "giro más festivo y coqueto" a varias letras del original.

## Video musical
El video musical de "Nonsense", dirigido por Danica Kleinknecht, se estrenó en su canal Vevo a través de YouTube el jueves 10 de noviembre de 2022.El video musical muestra a Carpenter, así como a sus amigos, interpretados por Paloma Sandoval y Whitney Peak, yendo a una fiesta. Allí conocen a un trío de chicos, interpretados por las propias actrices.  Se muestra a Sabrina coqueteando con su homólogo masculino, que lleva una gorra de "tonto".

## Rendimiento comercial
"Nonsense" debutó inicialmente en el número 8 en la lista Bubbling Under Hot 100 de EE. UU., una extensión del Billboard Hot 100, en la lista el 24 de diciembre de 2022, y pasó 3 semanas en la lista.En la lista del 28 de enero de 2023, "Nonsense" debutó en el puesto 75 en el Hot 100, convirtiéndose en el primer sencillo del álbum en llegar a las listas y valiéndole a Carpenter la segunda entrada en su carrera después de su sencillo de 2021 "Skin".La canción debutó en el Mainstream Top 40 en el número 35 de la lista el 28 de enero de 2023. Más tarde entró en el top 10 de la lista en el número 10 en la semana del 20 de mayo de 2023, lo que marcó el primer éxito entre los diez primeros de Carpenter en el formato.  Durante la semana de seguimiento de su debut en las listas, la canción recibió más de 5,82 millones de transmisiones bajo demanda solo en los Estados Unidos, lo que representó un aumento del 66% con respecto a la semana anterior en datos de streaming. A nivel mundial, "Nonsense" ha alcanzado el puesto 73 en la lista Global 200.
"Nonsense" debutó inicialmente en el número 69 en la lista de sencillos del Reino Unido, en la lista del 26 de enero de 2023 (fin de semana), ingresando al top 40 una semana después en el número 32. Este se convirtió en el segundo sencillo de Carpenter en el top 40 del Reino Unido después de "Skin", que alcanzó el puesto 28 en febrero de 2021.

## Créditos y personal
Grabación y gestión
- Grabado en Enemy Dojo (Malibu, California)
- Mezclado en Henson Recording Studios (Los Ángeles, California)
- Masterizado en Sterling Sound (Edgewater, Nueva Jersey)
- Sabalicious Songs (BMI), Music of Big Family/Dragon Bunny Music (BMI) administrada por Hipgnosis Songs Group, Vistaville Music (ASCAP) obo y Steph Jones Who Music (ASCAP) y Hipgnosis Hits (ASCAP)

Personal
- Sabrina Carpenter - voz principal, composición
- Julian Bunetta - composición, producción, grabación, programación
- Steph Jones - composición, coros
- Josh Gudwin - mezcla
- Heidi Wang - ingeniera de mezcla
- Will Quinnell – masterización

Créditos adaptados de Emails I Can't Send y notas del revestimiento de vinilo de 7 "del sencillo.

## Listas
Listas semanales
| Listas (2023–2024)                    | Posición más alta |
| ------------------------------------- | ----------------- |
| Australia (ARIA)                      | 22                |
| Canadá (Canadian Hot 100)             | 37                |
| Canadá (CHR/Top 40)                   | 26                |
| Global 200 (Billboard)                | 36                |
| Grec6 (IFPI)                          | 48                |
| Irlanda (IRMA)                        | 20                |
| Japan Hot Overseas (Billboard Japan)  | 8                 |
| Lituania (AGATA)                      | 43                |
| Malaysia (Billboard)                  | 11                |
| Malaysia International (RIM)          | 7                 |
| Países Bajos (Single Tip)             | 3                 |
| Nueva Zelanda (Recorded Music NZ)     | 31                |
| Filipinas (Billboard)                 | 6                 |
| Portugal (AFP)                        | 124               |
| Singapur (RIAS)                       | 6                 |
| Sweden Heatseeker (Sverigetopplistan) | 2                 |
| Reino Unido (UK Singles Chart)        | 32                |
| Estados Unidos (Billboard Hot 100)    | 56                |
| Estados Unidos (Adult Top 40)         | 39                |
| Estados Unidos (Mainstream Top 40)    | 10                |
| Vietnam (Vietnam Hot 100)             | 62                |

| Listas (2023)    | Posición más alta |
| ---------------- | ----------------- |
| Irlanda (IRMA)   | 66                |
| UK Singles (OOC) | 78                |